# Zarza Capilla (Badajoz)
Zarza Capilla este un oraș din Spania, situat în provincia Badajoz din comunitatea autonomă Extremadura. Are o populație de 439 de locuitori.
1. ↑  Nomenclátor Geográfico de Municipios y Entidades de Población (20240402 edition)